# Maculonaclia griveaudi
Maculonaclia griveaudi is een vlinder uit de familie spinneruilen (Erebidae), onderfamilie beervlinders (Arctiinae). De wetenschappelijke naam van de soort is voor het eerst geldig gepubliceerd in 1987 door Viette.
Deze nachtvlinder komt voor in tropisch Afrika.